# Lelitków
Lelitków – wieś sołecka w Polsce położona w województwie świętokrzyskim, w powiecie koneckim, w gminie Stąporków.
W latach 1975–1998 miejscowość administracyjnie należała do województwa kieleckiego.
Wierni kościoła rzymskokatolickiego należą do parafii św. Wawrzyńca w Niekłaniu Wielkim.

## Historia
W wieku XIX Lelitków – wieś w powiecie koneckim, gminie i parafii Niekłań. W roku 1883 było tu 17 domów i 122 mieszkańców; ziemi 62 morgi.